# النصاب (فلم)
النصاب هو فيلم مصري عرض عام 1961، بطولة فريد شوقي وعايدة هلال ونجوى فؤاد ومحمود المليجي، ومن إخراج نيازي مصطفى.

## قصة الفيلم
تدور الأحداث حول شقيقان، الأول نصاب يطلب من شقيقه الذي يشبهه أن يحل محله في أعماله بعد أن يتعرض لمطاردات خصومه، الشقيقان أحدهما شرير يعمل في تهريب الماس أما الثاني فهو إنسان محترم رغم فقره الشديد، ينجح الأخ الشرير أن يدخل أخاه إلى مستشفى الأمراض العقلية، لكنه يقرر إخراجه منها من أجل مخادعة بعض رجال العصابات.

## طاقم التمثيل
- فريد شوقي: (يسري / عباس)
- عايدة هلال: (ليلى زوجة يسري)
- نجوى فؤاد: (سونيا - الراقصة)
- محمود المليجي: (شرف - زعيم العصابة)
- إستفان روستي: (مسيو جاك)
- حسن فايق: (محمد)
- ماري باي باي: (تفيدة شيكا بيكا - زوجة محمد)
- فؤاد شفيق: (والد ليلى)
- عبد الغني قمر: (شفيق أفندي - مدير مكتب يسري)
- عبد الغني النجدي: (البواب)
- عمر عفيفي: (الناقد الفني)
- سعيد خليل: (سيد - الضابط المتخفي)
- عبد المنعم إسماعيل: (القهوجي)
- حسن أتلة: (صول القسم)
- عز الدين إسلام: (مدير مستشفى المجانين)
- محسن حسنين: (عسكري)
- كمال الزيني: (أمن المطار)
- رشاد حامد: (أمن المطار)
- عزيز ناصر: (ابن يسرى)
- إدمون تويما: (يوسف - الجواهرجي)
- سميحة محمد: (صاحبة البيت)
- عبد المنعم بسيوني: (الجرسون)
- أحمد بالي: (طبيب)
- عبد المنعم سعودي: (طبيب)
- نصر الدين مصطفى: (طبيب)
- الدكتور شديد: (مجنون في مستشفى المجانين)
- لطفي الحكيم: (مجنون في مستشفى المجانين)
- محمد شوقي: (مجنون في مستشفى المجانين)
- فاطمة الجمال: (الخادمة)
- علي كامل: (من رجال العصابة)
- محمد الحلو: (من رجال العصابة)
- شلاضيمو: (من رجال العصابة)
- نصر سيف: (من رجال العصابة)

## فريق العمل
- إخراج: نيازي مصطفى
- قصة: فريد شوقي
- سيناريو: عبد الحي أديب
- حوار: بهجت قمر، أحمد شكري
- مدير التصوير: ألفيزي أورفانيللي
- مونتاج: حسين عفيفي
- إنتاج: أفلام العهد الجديد (فريد شوقي، هدى سلطان)
- توزيع: دولار فيلم

## وصلات خارجية
- مقالات تستعمل روابط فنية بلا صلة مع ويكي بيانات